# Crique Nantucket
Pour les articles homonymes, voir Nantucket (homonymie).
 (août 2014).

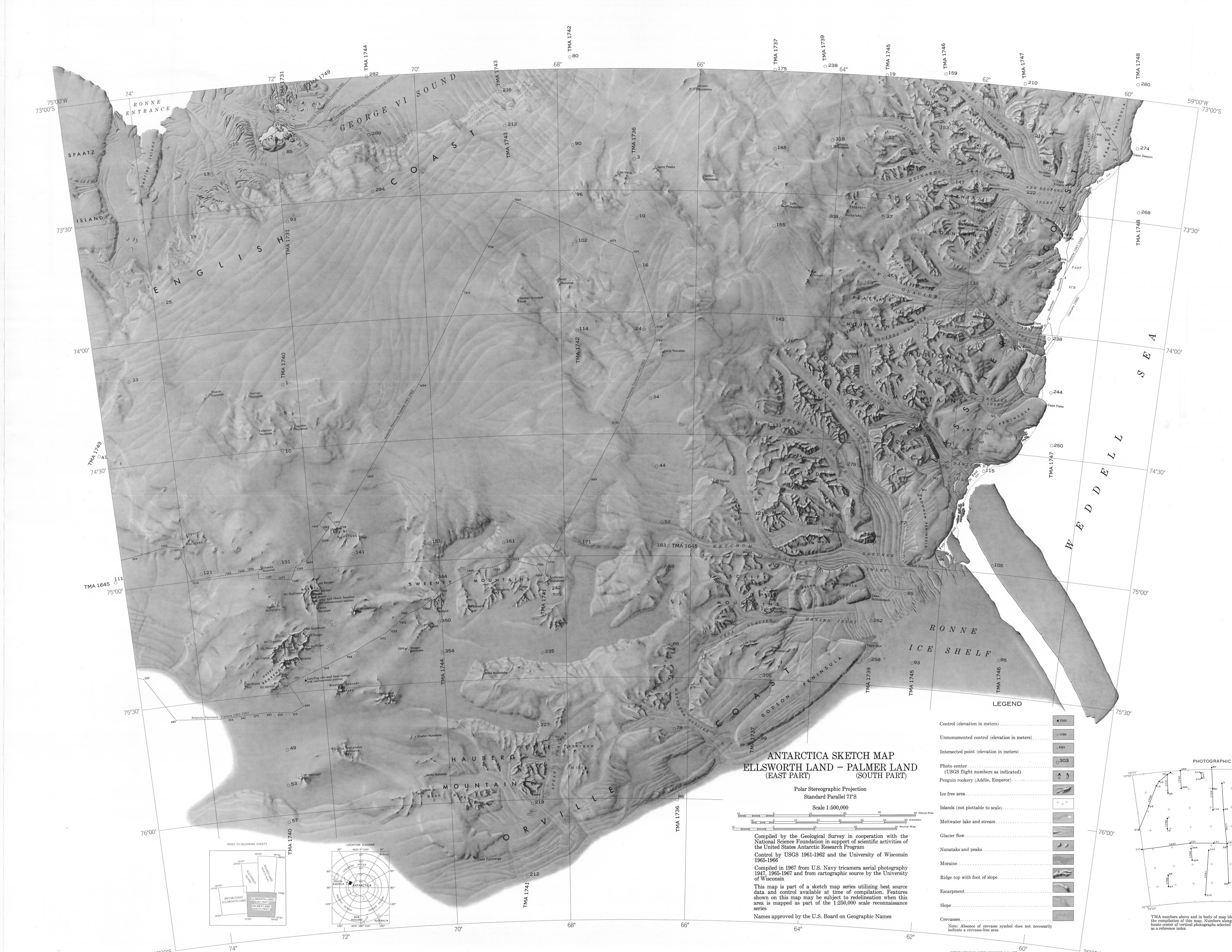
Carte des parties est de la terre d'Ellsworth et sud de la terre de Palmer (1967).

La crique Nantucket (anglais : Nantucket Inlet) est une crique gelée de 6 milles nautiques (11 km) de large, qui s'étire sur 13 milles nautiques (24 km) en direction Nord Ouest entre la péninsule de Smith (en) et la péninsule de Bowman (en), le long de la côte sud-Est de la Terre de Palmer, (Antarctique). Elle fut découverte par les membres de l'United States Antarctic Program (USAP) lors d'un vol à partir de East Base, le 30 décembre 1940, et fut nommée en souvenir de Nantucket, point de départ des chasseurs de baleines de Nouvelle-Angleterre dans la première moitié du XIXe siècle.